# Glyphiulus vulgatus
Glyphiulus vulgatus är en mångfotingart som beskrevs av Zhang och Li 1982. Glyphiulus vulgatus ingår i släktet Glyphiulus och familjen Glyphiulidae. Inga underarter finns listade i Catalogue of Life.